# Jacques Teyssier

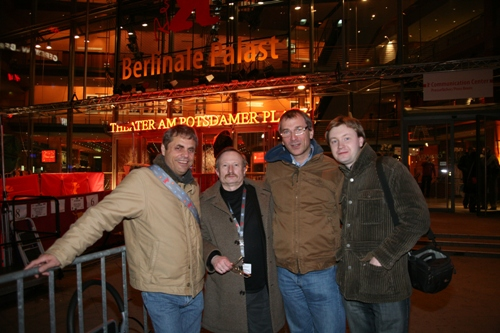
Jacques Teyssier, Vladimir Ivanov, Volker Beck i Nikolai Alekseev a Berlín al febrer de 2007, durant la Berlinale.

Jacques Teyssier (Annonay, Ardecha, Rhône-Alps, 31 d'octubre de 1955 - Berlín, 25 de juliol de 2009) fou un activista franc-alemany dels drets LGBT.
De 1996 a 2008 va ser membre de la junta directiva del Lesben- und Schwulenverband in Deutschland LSVD (Associació gai i lèsbica d'Alemanya). De 1997 a 2005 va ser el seu tresorer. L'any 2009 va ser nomenat president d'honor del LSVD en reconeixement de la seva tasca en aquesta organització. Representava a la seva organització dins d'ILGA i ILGA-Europe.
Un dels seus assoliments va ser que les Nacions Unides (ECOPSOC) reconeguessin al LSVD. Va estar també implicat en la creació de la Fundació Hirschfeld Eddy, una organització pels drets humans.
Des de 1992 Jacques Teyssier vivia amb la seva parella Volker Beck, un polític alemany i un dels activistes gais més famosos d'Alemanya. Van viure a Colònia, París i Berlín. L'any 2008, després de 16 anys junts, es van registrar com a parella de fet segons la llei alemanya.
Teyssier va estudiar a la Gran École de Management et de Commerce: EM Lió - ESC de Lió i va treballar per a una farmacèutica alemanya. Va ser director general de Madaus França.
Jacques Teyssier va prendre part en els esdeveniments pels drets LGBT a Varsòvia, coneguts localment com la "Parada Rownosci" (Marxa de la Igualtat) els anys 2005 i 2006 i també a la Marxa de l'orgull gai de Moscou del 2006 i 2007. Nombroses fotografies mostren com Teyssier intentava protegir a Beck dels manifestants anti-gais. Va representar al LSVD en aquests esdeveniments.
L'any 2008 se li va diagnosticar un càncer, la qual cosa el va obligar a realitzar una parada a la seva feina. Teyssier va morir a causa d'aquesta malaltia a Berlín el 25 de juliol de 2009, als 53 anys.
Es va guardar un minut de silenci en el seu honor a la Conferència de Drets Humans dels Outgames. La ciutat de West Hollywood va posposar la seva reunió el 17 d'agost de 2009 per honrar la seva memòria.